# Sonata per a piano núm. 21 (Beethoven)
La Sonata per a piano núm. 21, en do major, opus 53 de Beethoven, coneguda com a «sonata Waldstein», és considerada com una de les sonates més destacades del seu període central; les altres són la sonata núm. 23 «Appassionata», opus 57, i la Sonata «dels Adéus», opus 81.
Va ser composta entre 1803 i 1804, publicada el maig de 1805 i dedicada, com algunes altres obres, al comte Ferdinand von Waldstein, amic i protector de Beethoven des de 1784.

## Estructura
Com moltes de les sonates, té tres moviments:
1. Allegro con brio. La sonata obre memorablement amb uns acords en staccato, tocats en pianissimo.
2. Introduzione. Adagio molto - attacca
3. Rondo. Allegretto moderato

L'Adagio molto del segon moviment destaca especialment per la seva simplicitat. Tan sols són 28 compassos, davant dels 302 del primer moviment i els 543 de la resta del segon moviment, i a més, cadascuna de les tres parts que el componen no compta amb més d'una desena de compassos. Les frases d'aquest moviment són de dos compassos de mitjana, i no implica més que algunes notes.
Tanmateix, aquest moviment és d'una gran riquesa, i conté diferents moments ben diferenciats i articulats, amb forts contrastos: amb tres notes n'hi ha prou a construir un moviment ascendent, després dos acords permeten resoldre aquesta tensió, etcètera. Aquest moviment es caracteritza doncs per una sorprenent economia de mitjans en la composició i de l'expressió musical. Tal escriptura requereix una interpretació d'una delicadesa extrema, on cada nota té molta transcendència.

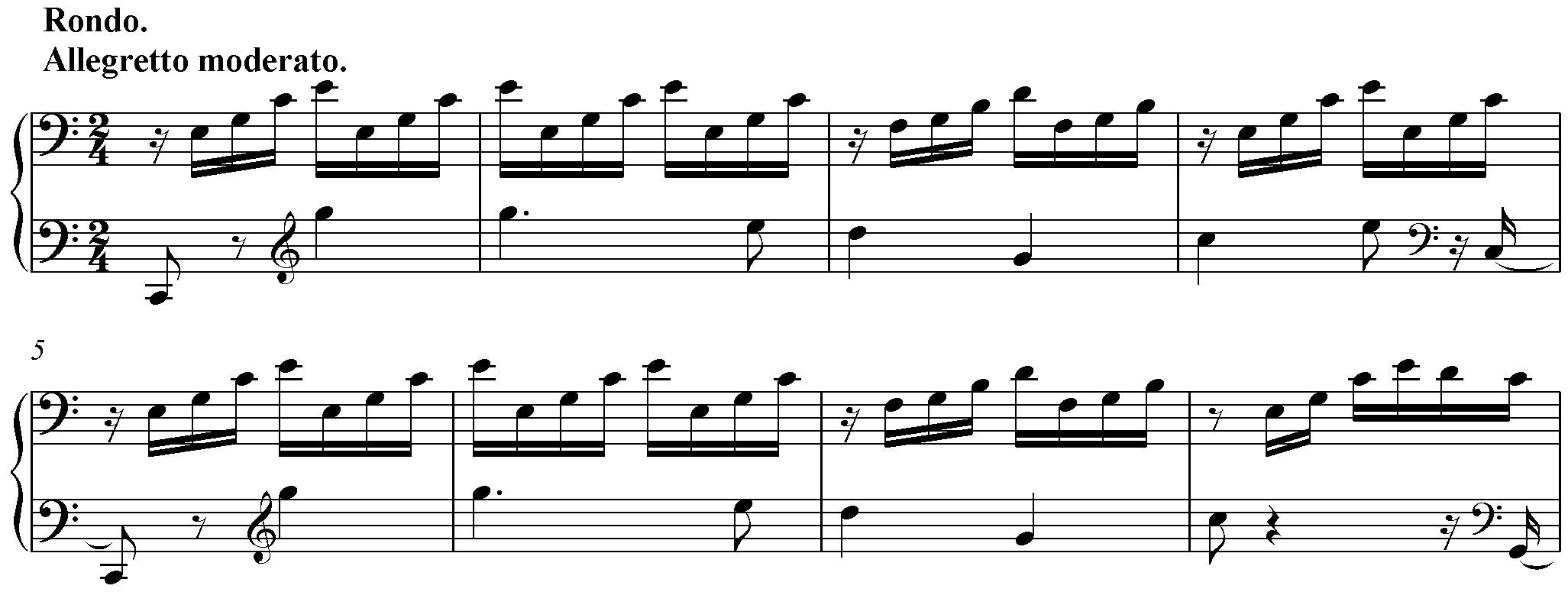
Sonata Waldstein. Vuit primers compassos del Rondó

El segon moviment acaba en una semicadència amb un calderó, i s'encadena directament (hi ha la indicació attacca) amb el tercer moviment, el Rondó.